# Wulfilopsis frenata
Wulfilopsis frenata là một loài nhện trong họ Anyphaenidae.
Loài này thuộc chi Wulfilopsis. Wulfilopsis frenata được Eugen von Keyserling miêu tả năm 1891.